# Médaille des blessés de guerre
Pour les articles homonymes, voir Insigne des blessés.
La médaille des blessés de guerre est une décoration militaire française. Elle témoigne de la reconnaissance de la Nation aux militaires blessés à la guerre ou à l'occasion d'une opération extérieure.

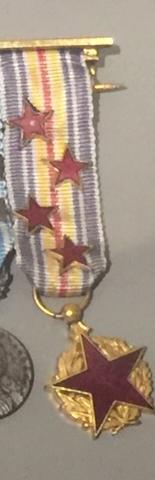
La miniature de la médaille des blessés de guerre avec 4 étoiles.

Elle prend rang immédiatement après la médaille de la gendarmerie nationale dans l'ordre de préséance.

## Histoire
L'insigne des blessés militaires a été créé durant la Première Guerre mondiale par une loi du 11 décembre 1916, sur une idée de l'écrivain nationaliste Maurice Barrès. Son attribution a été accordée aux blessés militaires, prisonniers de guerre, déportés et internés de la Résistance de la seconde Guerre mondiale, puis aux blessés militaires de conflits plus récents. Cent ans plus tard, par le décret no 2016-1130 du 17 août 2016 (codifié depuis), l'insigne des blessés militaires est remplacé par la médaille des blessés de guerre. Son rang protocolaire est fixé par décret le 22 février 2019.

## Attribution
Ont droit au port de la médaille des blessés de guerre :
- Les militaires atteints d'une blessure de guerre, physique ou psychique, constatée par le service de santé des armées et homologuée par le ministre de la défense ;
- Les prisonniers de guerre blessés physiquement ou psychiquement au cours de leur détention ;
- Sans préjudice des dispositions de l'article D. 355-16 du code des pensions militaires d'invalidité et des victimes de guerre, les déportés et internés résistants ainsi que les autres titulaires actuels de cet insigne ont droit au port de la médaille des blessés de guerre.

Les blessures de guerre ou service commandé sont reconnues et homologuées, à l’aide de certificat d’origine de blessure, rapport circonstancié, notification de pension, etc., par les différentes directions des personnels militaires des quatre armes.

## Insigne

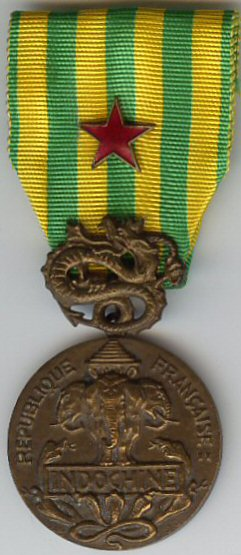
Médaille commémorative de l'Indochine (avec insigne).

La médaille des blessés de guerre est constituée d'un module bronze doré, de 30 mm, constitué d'une étoile à cinq branches en émail rouge vif entourée d'une couronne mi-feuilles de chêne, mi-feuilles de laurier, attaché par un ruban de 50 mm de long et 35 mm de large composé de la façon suivante : 
- un liseré blanc de 1 mm ;
- une bande bleue de 5 mm ;
- une raie blanche de 1 mm ;
- une bande bleue de 4 mm ;
- une raie blanche de 1 mm ;
- une raie jaune de 3 mm ;
- une raie blanche de 1 mm de part et d'autre ;
- une bande centrale rouge sang de 3 mm.

Chaque blessure supplémentaire est matérialisée par une étoile émaillée rouge vif sur le ruban de la médaille.
La barrette de la médaille des blessés de guerre est un rectangle du ruban décrit ci-dessus d'une longueur égale à la largeur du ruban et de 10 mm de hauteur. Les blessures sont matérialisées sur la barrette par autant d'étoiles que celle-ci peut en contenir.
Le droit au port de la médaille n'est pas subordonné à une remise de celle-ci. Elle est disponible auprès de la monnaie de Paris, comme les décorations officielles.
| Période |  |
| ------- |  |
| ?       |  |
| ?       |  |
|         |  |